# サン・マルコス県

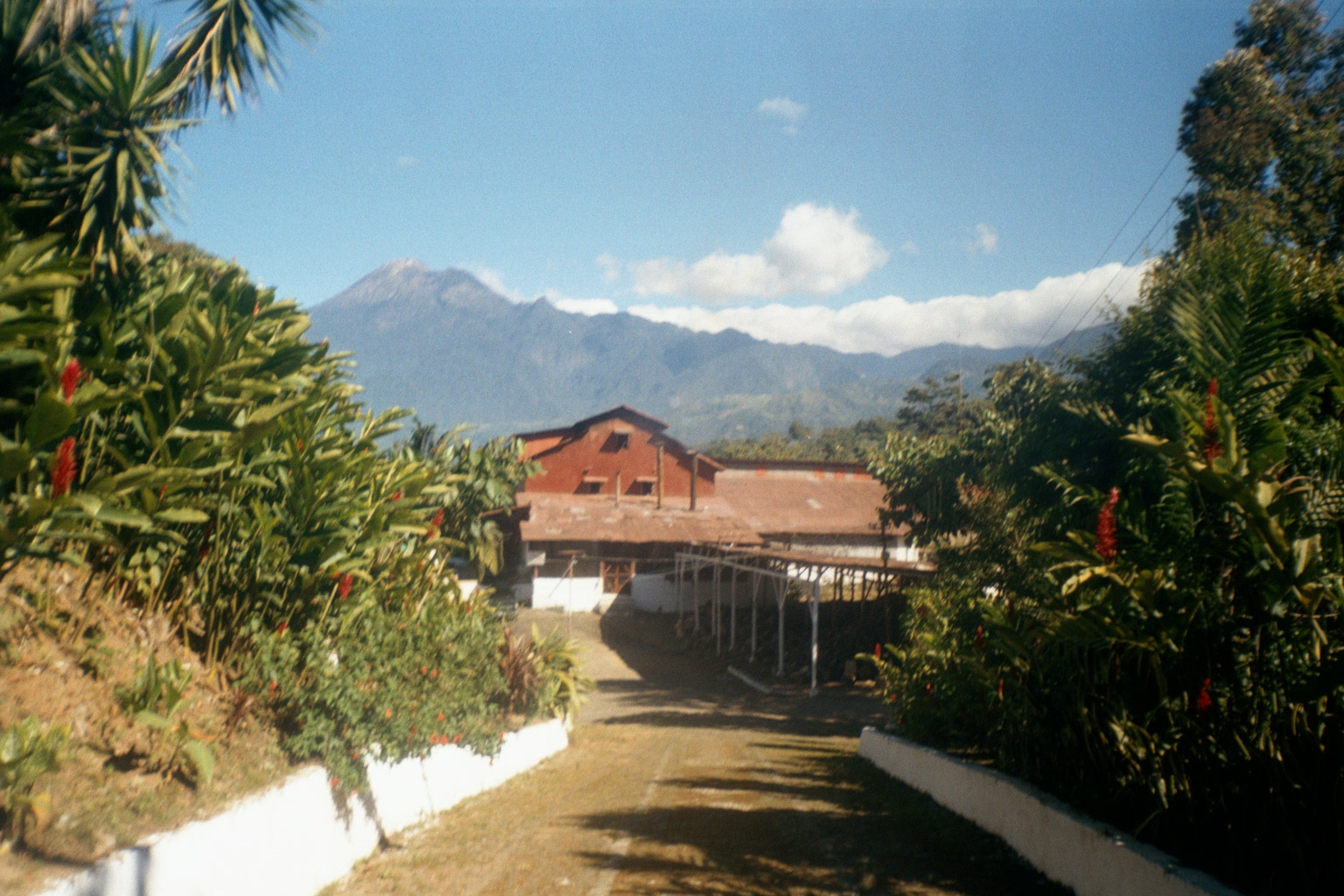
コーヒー豆のプランテーションとタフムルコ山

サン・マルコス県（西: Departamento de San Marcos）は、グアテマラの県。県都はサン・マルコス市。

## 歴史
1866年5月8日付の政令でウェウェテナンゴ県、イサバル県、ペテン県とともに設置された。これ以前はケツァルテナンゴ県のサン・マルコス地区として知られていた。
1902年、隣のケツァルテナンゴ県にあるサンタ・マリア山の噴火で、サン・マルコスとサン・ペドロ・サカテペケスの町が壊滅した。その後、1935年に再建され、サン・マルコス・ラ・ウニオン市をなした。この新しい市は長くは続かず、1945年に再び分かれてサン・マルコスが県都を引き継いだ。

## 地理

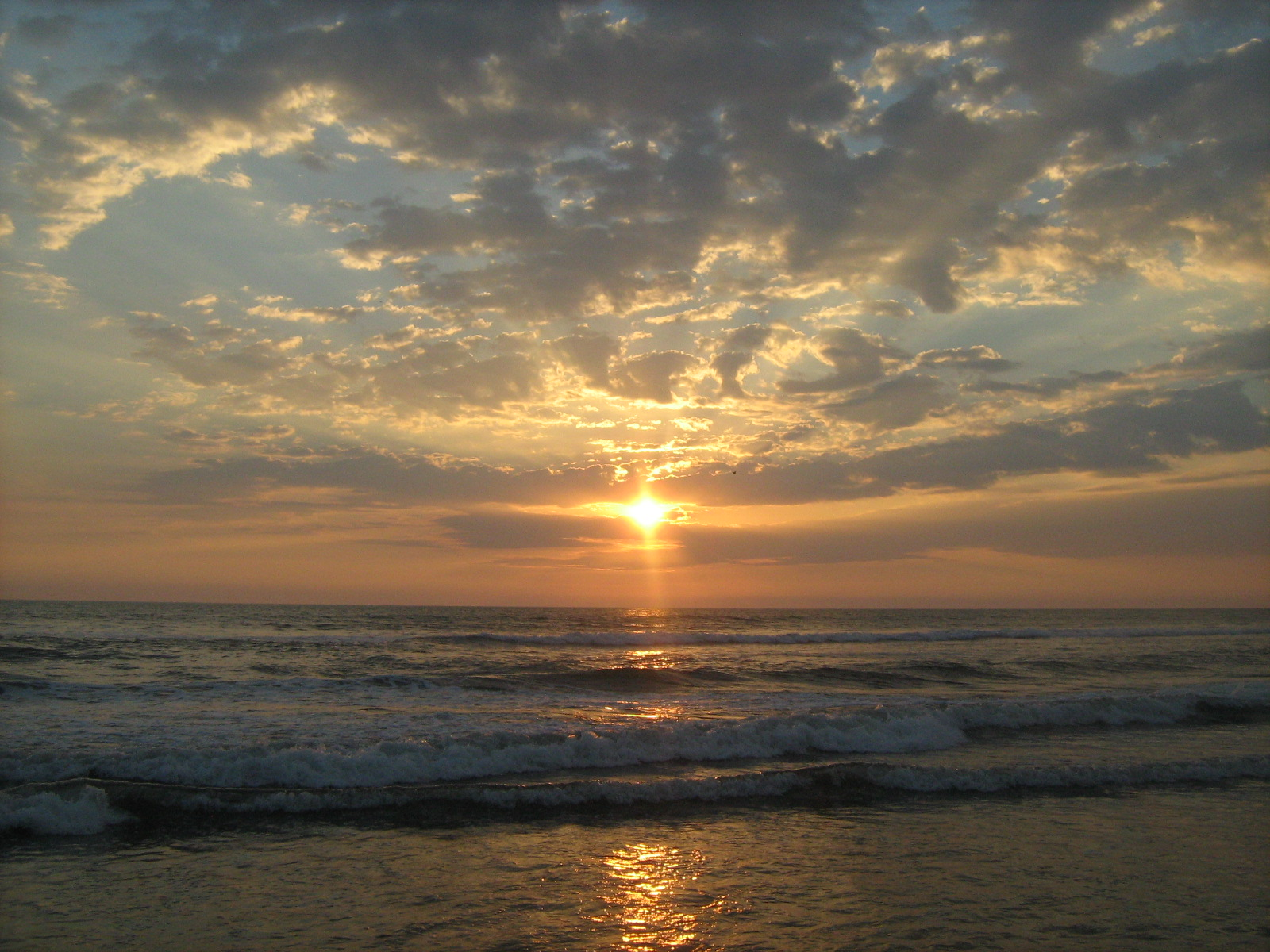
オコスのティラパ・ビーチの夕暮れ

サン・マルコス県は北でウェウェテナンゴ県と、東でケツァルテナンゴ県と、南でレタルレウ県と、西でメキシコのチアパス州とそれぞれ接し、太平洋に臨む。総面積は2397平方キロである。
シエラ・マドレ山脈が横切る北部に、中央アメリカで最も標高の高い2つの火山がある。タフムルコ山 (4220m) とタカナ山 (4092m) である。前者は中央アメリカの最高峰。そのほかの有名な峰に、標高4022mのサン・アントニオ・イチグアン山がある。南部は太平洋に向かって標高を下げる。
メキシコとの国境に位置するタカナ山は歴史上活発で、1855年、1878年、1900年から1903年、1949年から1950年、1986年から1987年に火山活動が観測されている。
主要河川にはメキシコ国境を流れ、太平洋にそそぐスチアテ川がある。カブス川はタフムルコ山麓に源を発する。ほかにエル・パハパ川 (El Pajapa) 、エル・ロデオ川 (El Rodeo) 、イシュラマ川 (Ixlamá) 、イシュタル川 (Ixtal) 、メレンドレス川 (Meléndrez) 、ナワタン川 (Nahuatán) 、オコシト川 (Ocosito) 、ティラパ川 (Tilapa) などがある。
劇的な標高差のため、県内の気候は変化に富む。北部は冷涼な高原気候だが、南部は穏和かさもなくば暑い。

## 人口
2002年の国勢調査によると、サン・マルコス県の総人口は79万4951人である。スペイン語のほか、マム語やシパカペンセ語が話される。

## 経済・農業
標高差から幅広い気候がみられる県内では、さまざまな農作物が栽培されている。リンゴ、バナナ、大麦、豆、カカオ、コーヒー豆、トウモロコシ、オートムギ、モモ、プランチーノ、ジャガイモ、コメ、サトウキビ、小麦などである。家畜は牛や馬、羊が飼われる。綿花の生産も、国内のどの県より盛んである。収穫物は主にケツァルテナンゴ県やトトニカパン県に運ばれ、そこで加工される。シダーやパンヤノキをはじめとして、さまざまな木材が手に入る太平洋低地では、木製家具がつくられる。
県はメキシコからの密輸入が有名である。密輸品は県じゅうの市場で公然と売買され、グアテマラ各地へ渡ってゆく。

## 観光
主な観光資源は太平洋岸のビーチ、温泉、カステリアの洞窟群などである。

## 下位行政区
サン・マルコス県は29市に分けられる。
| 市名                                                                   | 民族   | 総人口 | 祝日                                 | 標高  | 総面積 |
| ---------------------------------------------------------------------- | ------ | ------ | ------------------------------------ | ----- | ------ |
| アジュトラ (Ayutla)                                                    |        | 27,435 | 四旬節の第一金曜日                   | 24m   | 204km2 |
| カタリーナ (Catarina)                                                  |        | 24,561 | 11月25日                             | 233m  | 76km2  |
| コミタンシージョ (Comitancillo)                                        |        | 46,371 | 5月3日                               | 2280m | 113km2 |
| コンセプション・トゥトゥアーパ (Concepción Tutuapa)                    |        | 49,363 | 12月8日                              | 2910m | 176km2 |
| エル・ケツァル (El Quetzal)                                            |        | 18,979 | 11月12日と1月6日                     | 940m  | 88km2  |
| エル・ロデオ (El Rodeo)                                                |        | 14,125 | 3月19日                              | 700m  | 81km2  |
| エル・トゥンバドール (El Tumbador)                                     |        | 35,501 | 1月6日                               | 920m  | 84km2  |
| エスキプーラス・パロ・ゴルド (Esquipulas Palo Gordo)                   |        | 8,613  | 1月15日                              | 2474m | 21km2  |
| イシュチグアン (Ixchiguan)                                             |        | 20,324 | 四旬節の第五金曜日、1月23日、7月29日 | 3200m | 183km2 |
| ラ・レフォルマ (La Reforma)                                            |        | 14,623 | 1月1日                               | 1139m | 100km2 |
| マラカタン (Malacatán)                                                 |        | 70,834 | 12月13日                             | 390m  | 204km2 |
| ヌエボ・プログレソ (Nuevo Progreso)                                    |        | 26,140 | 12月12日                             | 660m  | 140km2 |
| オコス (Ocos)                                                          |        | 29,257 |                                      | 3m    | 205km2 |
| パハピータ (Pajapita)                                                  |        | 16,600 | 12月8日                              | 97m   | 84km2  |
| リオ・ブランコ (Río Blanco)                                            | マム族 | 4,872  | 7月8日                               | 2650m | 21km2  |
| サン・アントーニオ・サカテペケス (San Antonio Sacatepéquez)            |        | 14,658 | 1月17日                              | 2338m | 79km2  |
| サン・クリストーバル・クーチョ (San Cristóbal Cucho)                   |        | 13,928 | 7月29日                              | 2350m | 36km2  |
| サン・ホセ・オヘテナム (San José Ojetenam)                             |        | 16,541 | 3月19日                              | 3050m | 37km2  |
| サン・ロレンソ (San Lorenzo)                                           |        | 9,714  | 8月10日                              | 1620m | 25km2  |
| サン・マルコス (San Marcos)                                            |        | 36,325 | 4月25日                              | 2397m | 121km2 |
| サン・ミゲル・イシュタワカン (San Miguel Ixtahuacán)                   |        | 29,658 | 9月29日                              | 2050m | 184km2 |
| サン・パブロ (San Pablo)                                               |        | 36,535 | 1月25日                              | 610m  | 124km2 |
| サン・ペドロ・サカテペケス (San Pedro Sacatepéquez)                    |        | 58,005 | 6月29日                              | 2330m | 253km2 |
| サン・ラファエル・ピエ・デ・ラ・クエスタ (San Rafael Pie de La Cuesta) |        | 13,072 | 10月24日                             | 1038m | 60km2  |
| シビナル (Sibinal)                                                     |        | 13,268 | 9月29日                              | 2510m | 176km2 |
| シパカーパ (Sipacapa)                                                  |        | 14,043 | 8月24日                              | 1970m | 152km2 |
| タカナー (Tacaná)                                                      |        | 62,620 | 8月15日                              | 2410m | 302km2 |
| タフムルコ (Tajumulco)                                                 |        | 41,308 | 7月8日                               | 2050m | 300km2 |
| テフトラ (Tejutla)                                                     |        | 27,672 | 7月25日                              | 2520m | 142km2 |